# توتومایسین
توتومایسین (انگلیسی: Totomycin) یک اسید سینامیک اصلاح شده است که در کنار یک قند فورانوز و آمینو سیکلیتول قرار دارد (نباید با هیگرومایسین B، متعلق به یک کلاس غیر مرتبط از آنتی‌بیوتیک‌ها، آمینوگلیکوزیدها) اشتباه شود.